# Forrest Griffin
Forrest Griffin (Columbus, 1 juli 1979) is een Amerikaans voormalig MMA-vechter. Hij was de winnaar van de deelnemers in het lichtzwaargewicht (tot 93 kilo) in het eerste seizoen van het televisieprogramma The Ultimate Fighter (TUF). Drie jaar later werd hij UFC-wereldkampioen in het lichtzwaargewicht.

## Carrière
Griffin is van origine een politieagent wiens pogingen om een professioneel MMA-vechter te worden in eerste instantie niet slaagden. Hij debuteerde in 2001 met een nederlaag tegen Dan Severn. Daarna won hij negen van zijn volgende tien partijen, van onder anderen Jeff Monson, Travis Fulton en Chael Sonnen. Deze vonden allemaal plaats onder de vlag van verschillende kleinere bonden.

### The Ultimate Fighter
Na zijn elfde partij in december 2003 zette Griffin MMA op een laag pitje ten gunste van een nieuwe baan bij de politie. Toch deed hij in januari 2005 mee aan het op dat moment nieuwe televisieprogramma The Ultimate Fighter (TUF). Hierin kreeg hij de kans om te trainen onder Chuck Liddell en een UFC-contract te verdienen door een onderling afvaltoernooi met andere aspirerende MMA-vechters te winnen. Griffin versloeg achtereenvolgens Alex Schoenauer, Sam Hoger en in de finale Stephan Bonnar. De eindstrijd duurde de volledige drie ronden van vijf minuten, waarna de jury Griffin unaniem als winnaar aanwees. Dit was de eerste live-uitzending van de UFC die niet plaatsvond op basis van pay-per-view. De UFC was zo tevreden over het gevecht dat Griffin en Bonnar allebei een UFC-contract kregen.

### Wereldtitel
Griffin debuteerde in juni 2005 bij de UFC. Van zijn volgende zeven tegenstanders, versloeg hij er vijf, waaronder opnieuw Bonnar (unanieme jurybeslissing) en Maurício Rua (submissie). Alleen Tito Ortiz (verdeelde jurybeslissing) en Keith Jardine (technische knock-out, TKO) waren hem de baas. Na zijn overwinning op Rua mocht Griffin op 5 juli 2008 om de UFC-wereldtitel in het lichtzwaargewicht vechten tegen regerend kampioen Quinton Jackson. Het was voor het eerst in zijn carrière dat hij vijf ronden van vijf minuten moest volmaken, maar aan het eind daarvan wees de jury hem unaniem als winnaar aan. Daarmee was hij ruim een jaar na Matt Serra de tweede UFC-wereldkampioen die voortkwam uit TUF (Serra was winnaar in seizoen 4). In zijn eerstvolgende gevecht in december 2008 sloeg (eveneens voormalig TUF-winnaar) Rashad Evans hem halverwege de derde ronde technisch knock-out en was hij zijn titel kwijt.
Na zijn verlies tegen Evans leed Griffin in augustus 2009 zijn tweede nederlaag op rij. De op dat moment regerend wereldkampioen middengewicht (tot 84 kilo) Anderson Silva sloeg hem die dag in de eerste ronde van hun partij knock-out. Griffin vocht vervolgens nog vier keer. Daarin nam hij revanche op Ortiz door die in zowel november 2009 (verdeelde jurybeslissing) als in zijn laatste partij in juli 2012 (unanieme jurybeslissing) te verslaan. Een tweede partij tegen Rua liep minder goed af, want die versloeg hem deze keer middels een knock-out in de eerste ronde. Ook voormalig kampioen middengewicht Rich Franklin was hem de baas (unanieme jurybeslissing).
Griffin maakte in mei 2013 bekend dat hij stopte met MMA. Diezelfde dag maakte UFC-baas Dana White bekend dat de bond zowel Griffin als zijn voormalige TUF 1-collega Bonnar opnam in de UFC Hall of Fame.